# حدث ذات ليلة
حدث في ليلة ما (بالإنجليزية: It Happened One Night)‏ هو فيلم رومانسي تم إنتاجه في الولايات المتحدة وصدر في سنة 1934. الفيلم من إخراج فرانك كابرا. ومن تمثيل كلارك غيبل، كلوديت كولبيرت

## القصة
وريثة ثرية مدللة، تقوم بالهرب من عائلتها، ويساعدها في ذلك رجل يظهر لها الحب، لكنه في الحقيقة صحفي تحقيقات يبحث عن قصة جديدة لجريدته.

### ترشيحات وجوائز
| السنة | الحدث | الفئة             | النتيجة  |
| ----- | ----- | ----------------- | -------- |
|       |       | أوسكار أحسن ممثلة | فـــــوز |

## الميزانية والإيرادات
بلغت تكلفة إنتاج الفيلم حوالي 325,000 دولار بينما حقق أرباحا تقدر بـ 2,500,00 دولار و2,000,000 دولار للمسرح.

## وصلات خارجية
- حدثت في ليلة ما على موقع IMDb (الإنجليزية)
- حدثت في ليلة ما على موقع ميتاكريتيك (الإنجليزية)
- حدثت في ليلة ما على موقع الموسوعة البريطانية (الإنجليزية)
- حدثت في ليلة ما على موقع روتن توميتوز (الإنجليزية)
- حدثت في ليلة ما على موقع نتفليكس (الإنجليزية)
- حدثت في ليلة ما على موقع قاعدة بيانات الأفلام العربية
- حدثت في ليلة ما على موقع ألو سيني (الفرنسية)
- حدثت في ليلة ما على موقع Turner Classic Movies (الإنجليزية)
- حدثت في ليلة ما على موقع أول موفي (الإنجليزية)
- حدثت في ليلة ما على موقع بوكس أوفيس موجو (الإنجليزية)

1. ↑  "معلومات عن حدث ذات ليلة على موقع d-nb.info". d-nb.info. مؤرشف من الأصل في 2020-11-24.
2. ↑  "معلومات عن حدث ذات ليلة على موقع scope.dk". scope.dk. مؤرشف من الأصل في 2008-12-21.
3. ↑  "معلومات عن حدث ذات ليلة على موقع filmaffinity.com". filmaffinity.com. مؤرشف من الأصل في 2021-10-09.